# Anthidiellum ehrhorni
Anthidiellum ehrhorni är en biart som först beskrevs av Cockerell 1900.  Anthidiellum ehrhorni ingår i släktet Anthidiellum och familjen buksamlarbin. Inga underarter finns listade.

## Beskrivning
Arten är svart med krämfärgade till klargula teckningar, vilka som vanligt i släktet formar på mitten avbrutna tvärband på bakkroppen. I övrigt visar mönstret stor variation.

## Ekologi
Födomässigt är arten i hög grad en generalist, som hämtar näring från ett stort antal plantfamiljer, bland andra strävbladiga växter, korsblommiga växter, kransblommiga växter, brännreveväxter, slideväxter och stjärntistelväxter (Zygophyllaceae).

### Fortplantning
Arten är ett solitärt bi, det vill säga den är icke samhällsbildande, utan varje hona sörjer själv för sin avkomma. Till skillnad från vad som är vanligt inom släktet verkar bona konstrueras enbart av kåda, utan inblandning av grus.

## Utbredning
Utbredningsområdet omfattar västra Nordamerika från USA (Oregon, Kalifornien, Nevada, Utah och Arizona) till Mexiko (Baja California och Sonora).